# Oregon Dunes National Recreation Area
Die Oregon Dunes National Recreation Area umfassen einen Dünengürtel an der Pazifikküste im US-Staat Oregon. Das National Recreation Area ist 130 Quadratkilometer groß.

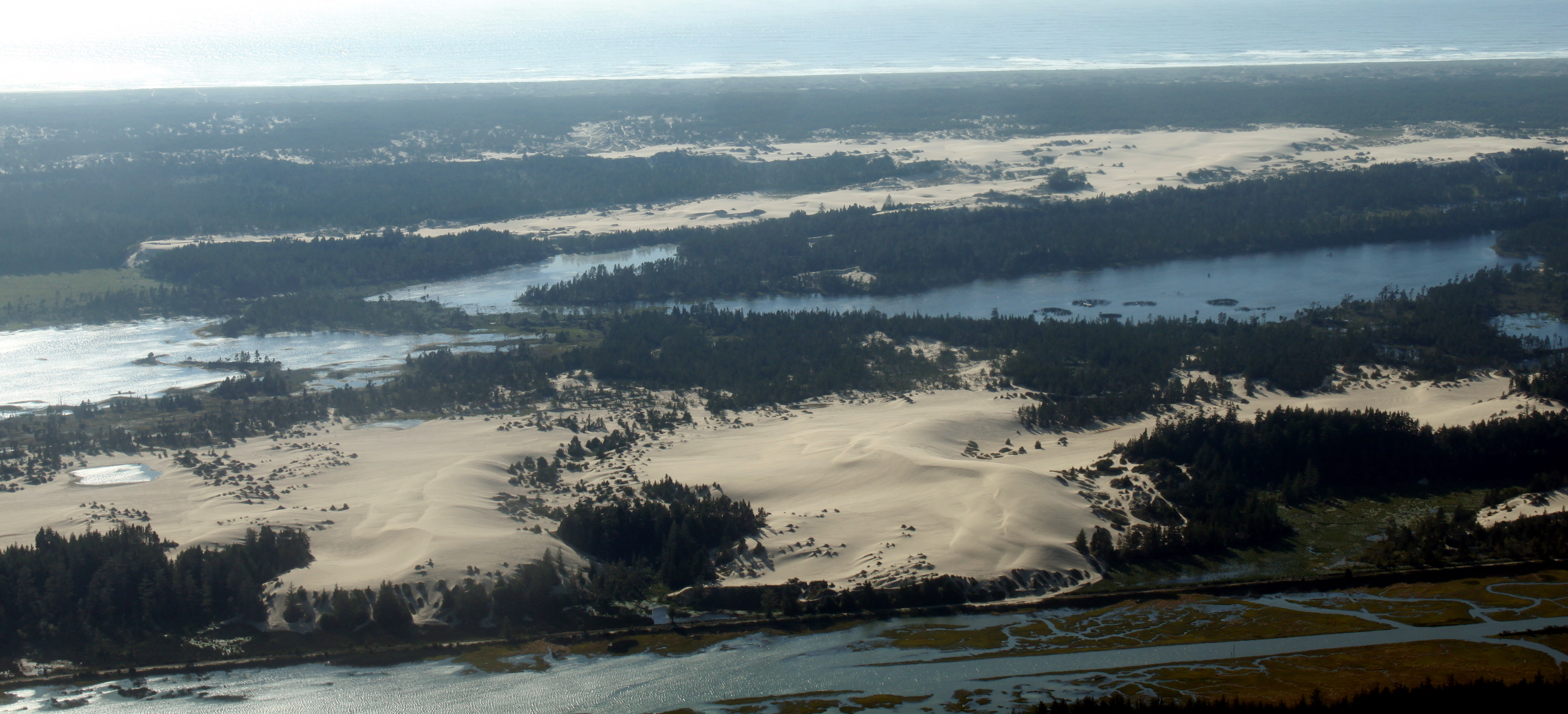
Luftbild der Oregon Dunes

Zwischen Coos Bay und Florence erstreckt sich entlang der Pazifikküste ein 50 Kilometer langes Dünengebiet, dessen höchste Erhebungen 150 Meter messen. Die Dünen gehören zum Siuslaw National Forest und werden vom United States Forest Service verwaltet.

## Natur

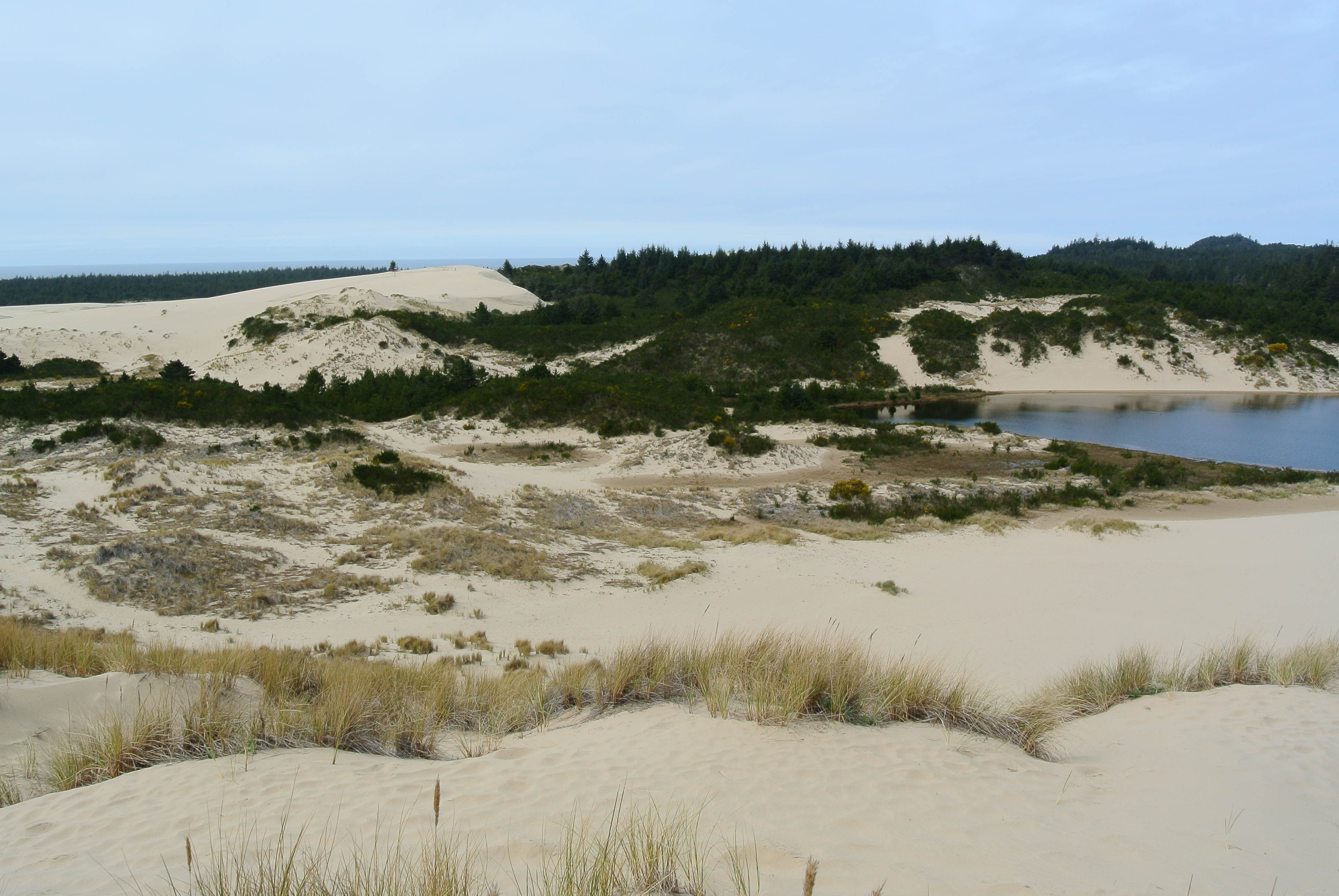
Dünengürtel im Jessie M. Honeyman Memorial State Park

Dieser einzigartige Küstenabschnitt Oregons besteht nicht aus Vulkangestein, sondern aus durch Wellen und Wind geformtem urzeitlichen Sand. Der Sand stammt von der Oregon Coast Range, deren Sedimentgestein vor 12 Millionen Jahren aufgefaltet wurde. Der Felsen wurde durch Regen und Flüsse abgetragen und, zu Sand zermahlen, ins Meer gespült. Die starken Meeresströmungen, die im Winter nordwärts und im Sommer südwärts gerichtet sind, halten die Ablagerungen aus den Flüssen küstennah. Durch Gezeiten und Wellen wird der Sand an die Strände gespült. Die steil ansteigende Küstenlinie Oregons und die dahinter aufragende Coast Range verhindert, dass der Sand ins Landesinnere geweht wird. Zwischen Heceta Head und Cape Arago erstreckt sich jedoch die Coos Bay Dune Sheet, eine niedrige, langsam ansteigende Gesteinsterrasse. An der Küste Oregons herrschen im Sommer nördliche und nordöstliche Winde mit bis zu 25 km/h vor, im Winter wehen Stürme sowie südliche und südwestliche Winde den Sand weiter ins Land herein. Durch Ableitungen und Verwirbelungen der umgebenden Berge kommt der Wind im Bereich der Oregon Dunes aus unterschiedlichen Richtungen und formt so unterschiedliche Dünen. Die meisten Dünen sind Längsdünen. Durch die jahreszeitlich wechselnden Winde sind langgezogene, enge Dünen entstanden. Durch starke Niederschläge im Winter entstandenes Hochwasser führt zu sumpfigen Gelände im Winter, in dem der Sand von  Wasser getränkt ist und schließlich zu fließendem Treibsand wird.
Biologen zählen im Dünengürtel über 400 verschiedene Pflanzenarten. In den Dünen leben 426 Tierarten, darunter viele Singvögel. In den Dünen leben mehr Vogelarten als in den Wäldern Oregons.

## Tourismus
Das Besucherzentrum des National Recreation Area befindet sich in Reedsport. An der Küste befinden sich zahlreiche Campingplätze. Vor allem im südlichen Bereich des National Recreation Area sind die Dünen zur touristischen Nutzung freigegeben und können zu Fuß erkundet, aber auch mit Dünen-Buggies, Quads oder Motorcrossrädern befahren werden.

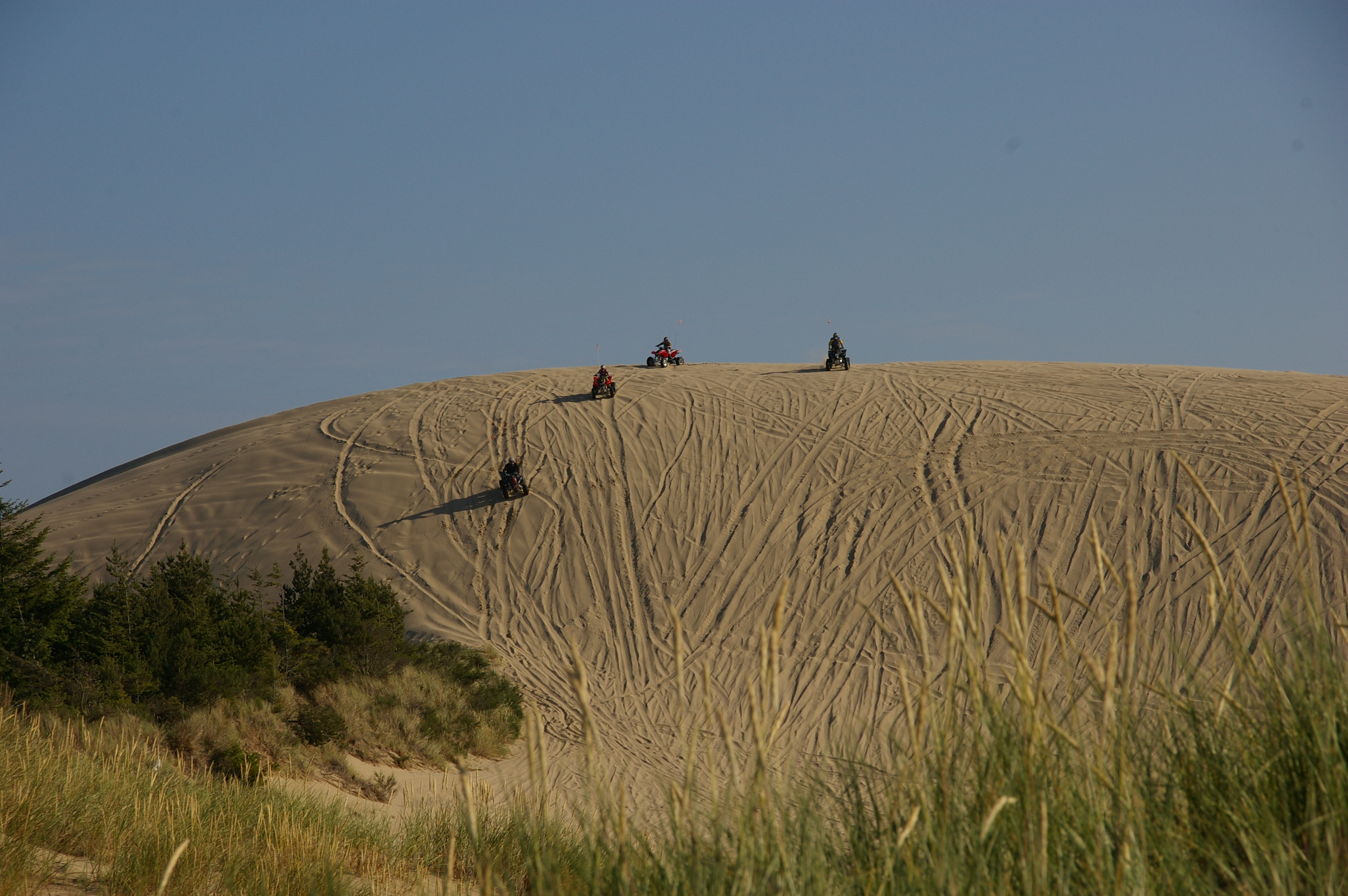
Dünen-Buggies im Oregon Dunes National Recreation Area

## Gefährdung
Neben der durch die intensiven touristischen Nutzung entstehenden Gefährdung werden die Dünen durch Strandhafer bedroht. Dieser wurde im 19. Jahrhundert von den ersten weißen Siedlern eingeführt, um die Versandung der angrenzenden Gebiete zu stoppen. Inzwischen bekämpfen Ökologen den Strandhafer, denn sonst besteht die Gefahr, dass die Oregon Dunes bis zum Jahr 2150 vollkommen mit Pflanzen bedeckt sein könnten.